# Erica Wiebe
Erica Elizabeth Wiebe (Stittsville, 13 giugno 1989) è una lottatrice canadese, campionessa olimpica nella lotta libera categoria 75 kg ai Giochi di Rio de Janeiro 2016.

## Palmarès
- Giochi olimpici

Rio de Janeiro 2016: oro nei 75 kg.
- Mondiali

Budapest 2018: bronzo nei 76 kg.
- Giochi del Commonwealth

Glasgow 2014: oro nei 75 kg.
Gold Coast 2018: oro nei 76 kg.